# 阿富汗历史
阿富汗历史的文字記載可以追溯至約公元前500年的阿契美尼德王朝，而考古證據顯示公元前3000年至2000年間已有城鎮文化出現。亞歷山大大帝及其馬其頓軍隊在公元前330年征服波斯帝國後，征服了阿富汗。阿富汗曾是不少強大帝國的首都所在地，包括大夏、貴霜帝國、贵霜-萨珊王朝、喀布爾-夏希王朝、薩法爾王朝、薩曼王朝、加茲尼王國、古爾王朝、卡爾提德王朝、帖木兒帝國、蒙兀兒帝國、漢達基王朝和杜蘭尼王朝。阿富汗位於許多移民和貿易路線上，因此被稱為「中亚绕道」，那些路線從兩河流域經伊朗高原，從印度河流域通過興都庫什山脈，從遠東到塔里木盆地和從毗鄰的歐亞草原。
中亞人被認為是從公元前20世紀抵達阿富汗，放棄原本的語言並組成新的普什圖語和達利語 。中東地區影響了阿富汗文化，印度教、祆教、馬其頓和佛教都在阿富汗消失了。有為的統治者使中世紀的阿富汗不但是一個軍事強國，還是一個文化強國，產生許多著名學者如伊本·西那和比魯尼等標誌性人物。
在18世紀初，艾哈邁德沙·杜蘭尼效法米尔维斯·霍塔克，統一了阿富汗各部落並建立最後一個杜蘭尼王朝。阿富汗在三次英阿戰爭中三次獲勝，保持阿富汗的獨立。1979年蘇聯入侵阿富汗，企圖組織一個親蘇政府的阿富汗，但各派系的反抗使蘇軍大受打擊而撤出。2001年911事件爆發，美國發動的阿富汗战争使阿富汗從塔利班的統治下解放，計畫剷除恐怖組織並重建阿富汗為一個現代國家，然而阿富汗仍然貧困且為毒品大國，在山區與美軍持續進行游擊戰，美軍主力因不堪壓力而撤軍，但恐怖組織威脅下，至今仍需要駐留部分美軍駐在阿富汗以維持治安，反恐戰爭衝突並未有得到解決。總觀近代以來，英美蘇各國列強多次入侵均告失敗，因此阿富汗被稱為「帝國的墳墓」。

## 史前歷史
考古學家在阿富汗發現了不少旧石器時代,新石器时代的文物，該國约50,000年前已有人定居，並出現了世界上最早的農業社會之一。約公元前3000年已出現具規模的城鎮，在南方坎大哈省的遺址中出土了很多陶器、斧頭、匕首和各種飾品，說明這裡已經從農耕村落演變成城市文明。
約公元前2000年，南方的文化開始衰落，北方的文化卻發展起來。考古學家在馬扎里沙里夫附近發現了幾十個農牧者定居點，有多個灌溉水渠，說明這已形成綠州農業，而手工業也有飛躍的發展。此外還發現了大量鐵製的手工產品如斧頭、鐮刀、飾品等，以及各式各樣的武器如箭、戰斧等，說明這裡可能處於衝突的年代。

## 古代

### 阿契美尼德王朝
阿富汗被阿契美尼德王朝的大流士一世所征服，然而由於波斯帝國境內混雜不同民族和文化，因此在阿富汗的統治也不穩固。巴克特里亞是阿富汗經濟最發達的地區，卻受到波斯帝國的經濟剝削、每年向朝廷繳交360塔蘭特銀幣，約10,800白銀，因此巴克特里亞的獨立意識最強。馬其頓亞歷山大大帝率軍東征波斯帝國，佔領了波斯帝國首都波斯波利斯，大流士三世被迫逃亡到巴克特里亞，但巴克特里亞總督貝蘇斯（Bessus）聯合阿富汗地區其它兩個省的總督密謀殺死大流士三世，自立為王，阿契美尼德王朝滅亡。

### 馬其頓帝國
高加米拉戰役後，亞歷山大於前330年抵達阿富汗。他的軍隊越過興都庫什山脈後，輕而易舉地擊敗貝蘇斯的軍隊，並處決了他。亞歷山大實行一系列希臘化政策，把希臘人、馬其頓人和波斯人等移居地阿富汗地區，採用希臘的風俗和習慣，建亞歷山大城。亞歷山大征服西北印度後，回到巴比倫，並於前323年6月病死。亞歷山大的帝國因於混雜不同的民族，但他死後除了印度外並沒有爆發大規模原住民叛亂，反而是他的馬其頓將軍們陷入自相殘殺的內戰中，其中巴比倫總督塞琉古把亞洲領土納入其版圖，阿富汗地區因而歸屬塞琉古王朝。

### 塞琉古王朝
塞琉古王朝繼續亞歷山大的做法，推行希臘化政策，在阿富汗地區設立城鎮，保衛帝國東北邊境，並以自己的名字為城市命名。這時期的經濟相當發達，位置特殊的巴克特里亞成為塞琉古帝國最大的貿易中轉站，貿易繁盛，把東方的中國與西方的波斯、印度等地緊密連接起來，在經濟和文化上交流起了重要作用。前250年左右，巴克特里亞總督狄奧多特宣佈從塞琉古帝國獨立，由於他是希臘人，因此稱為希臘巴克特里亞王國。

### 希臘巴克特里亞王國

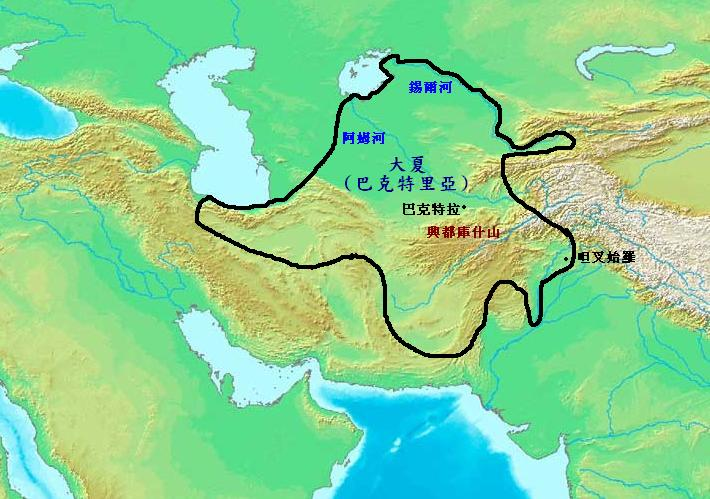
希臘巴克特里亞王國的最大版圖

希臘巴克特里亞獨立的同時，南方的帕提亞總督安德拉戈拉斯也宣佈獨立，脫離塞琉古帝國，此人建立的新王國被阿爾沙克取代，建立帕提亞帝國。希臘巴克特里亞建立初期，與帕提亞帝國的關係是敵對的，到了狄奧多特二世時期有所改變，與帕提亞簽訂和約並一同對付塞琉古帝國。前230年歐西德莫斯一世奪取了狄奧多特家族的政權，自立為王。前208年，塞琉古帝國統治者安條克三世派兵攻打希臘巴克特里亞王國，並圍攻都城薄知長達兩年，久攻不下，於是簽訂和約，安條克三世承認大夏王國獨立並把女兒許配給歐西德莫斯一世之子德米特里一世，但須與帕提亞一樣向塞琉古納貢。德米特里一世繼位後，乘著孔雀王朝衰敗之際大舉南侵印度，將今阿富汗及巴基斯坦北部地區納入大夏版圖，公元前183年將都城遷至塔克西拉，使國家重心移入古印度西北部，國家達至極盛期，且重視希臘文化與印度文化的交融。不久，國內發生叛亂，歐克拉提德一世佔據大夏本土，自立為王。歐克拉提德一世隨後南征印度，企圖統一整個王國，他擊敗另一位印度的國王德米特里後，被自己的兒子刺殺，使國家進一步混亂。戰亂使王國變得衰弱，此時有一支逃避匈奴人的大月氏遊牧民族抵達阿富汗，最後一位希臘國王赫利奧克勒斯一世敗亡，殘部退到興都庫什山以南，王朝式微。

### 貴霜王朝

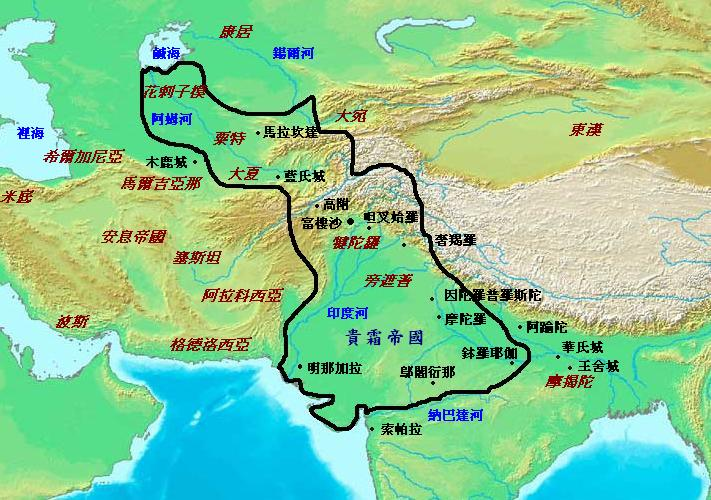
公元二世紀初的貴霜帝國

大月氏人佔領阿富汗後，建立了強大的國家，他們的統治者稱為翕侯，當時共有五個翕侯，其中丘就卻統一了各翕侯，建立起貴霜國家，丘就卻又南下攻擊喀布爾河流域和今喀什米爾地區，後定都為高附（今喀布爾），初步奠定了帝國的基礎。丘就卻死後，其子閻膏珍繼位，又南下進兵印度，佔領了恆河上游地區。88年，貴霜帝國使者帶同貢品要求賜漢公主為婚，使者被班超逮捕。貴霜派七萬大軍討伐，被班超擊敗。迦膩色伽一世時期是貴霜帝國最繁榮的時期，對外擴大國家的版圖，吞併花剌子模，國內對各宗教採取寬容的政策，尊重各民族信仰，他本人是佛教徒，因此佛教極為興盛，亦在此時期傳入中國。公元三世紀，帝國開始衰落，花剌子模在迦膩色伽死後率先獨立，薩珊王朝及笈多王朝的興起，使帝國領土不斷縮小，最終亡於嚈噠人的手下。

## 中古時期

### 嚈噠人時期
嚈噠人征服了貴霜帝國後，建立了新的政權，此時被趕出巴克特里亞地區的大月氏人仍保有印度河以東的小部份土地，後來被旃陀羅笈多一世所統一。嚈噠人對阿富汗文化帶來很大的衝擊，他們是信奉祆教，並積極推廣，破壞了佛教的發展。壓制佛教的政策，引起佛教徒強烈反抗。游牧文化再次來到阿富汗，城市文明衰落，貴族興建城堡，回到農業經濟形式。嚈噠人統治期間並不注重國內生產，而是不斷發動征戰，沒有一個君主集權的體制，國內小國林立。嚈噠人起初欲征服薩珊王朝，但被國王巴赫拉姆五世所敗。菲鲁兹時期，薩珊波斯曾三次征討嚈噠人，但三次均戰敗，他本人在更在戰死沙場。其弟巴拉什即位，改為向嚈噠人朝貢。六世紀初，嚈噠人入侵印度，於502年聯合薩珊王朝進攻拜占庭帝國，但大敗而回。後來薩珊王朝與拜占庭簽訂和約，保障了帝國西部的安全。此時在巴克特里亞北部有支叫突厥的遊牧民族興起，聯合薩珊王朝對嚈噠人發動多次戰爭，並成功消滅嚈噠人，薩珊王朝並與突厥瓜分嚈噠人的領土。

### 阿拉伯人的統治
突厥人佔領阿富汗後，在中亞地區建立了強大的國家。然而突厥人的統治並不穩固，西元627年西突厥統葉護可汗的長子在吐火羅斯坦建立突厥人的統治。唐朝時期阿富汗北部歸屬中國版圖唐軍滅西突厥後，吐火羅的突厥王朝向唐稱臣，唐於661年吐火羅設月氏羈縻都督府，下轄25州，屬安西都護府。
7世紀中期，阿拉伯人興起，不斷對外擴張，並開始對阿富汗的征戰。阿拉伯人在651年征服了薩珊王朝後，於652年征服了阿富汗的赫拉特等部分阿富汗地區，然而他們只是短暫的逗留，對當地進行搜刮，並沒有長期佔領的打算，加上當地人民的反抗，很快就撤軍。661年阿拉伯的倭马亚王朝建立，哈里發希望對阿富汗長期的佔領而非短暫的掠奪，於是出兵阿富汗。由於阿富汗人的強烈反抗，整個佔略過程並不順利，局部的各抗仍存在，整個阿富汗地區要到九世紀才完全臣服於阿拉伯政權。阿拉伯人的統治對阿富汗的歷史發展產生重大影響，尤其是伊斯蘭教和阿拉伯語的傳播。阿拉伯人普及推廣阿拉伯語，利用各種手段使人信奉伊斯蘭教，使他們放棄原本的佛教或祆教，摧毀了當地的佛寺並建立清真寺。由於信奉伊斯蘭教的人可免繳人頭稅，於是不少人為逃稅而改信伊斯蘭教，取得與阿拉伯人平等的地位。倭马亚王朝末期，由於其統治及賦稅，使普遍人民感到不滿，試圖推翻其統治，加上王朝內部本身的王位爭奪，倭马亚王朝於750年被阿拔斯王朝所取代。

阿拔斯王朝建立初期，是阿拉伯帝國的黃金時代，佔據了廣大亞地區，帝國仿效波斯體制，建立完整的行政制度，重視經濟發展，興修水利工程，對農業生產有很大幫助。但阿拔斯王朝在九世紀初期已經變得衰弱，帝國開始四分五裂。在阿富汗地區，建立了不同的王朝，分別是塔希爾王朝（820-873年）、薩法爾王朝（861-900年）、薩曼王朝（819-999年）、加茲尼王朝（962-1186年）和古尔王朝（1148-1215年）。
塔希爾王朝建於820年，當時呼羅珊總督塔希爾上任後不久便宣佈不再為哈里發誦讀祈禱詞，並從其鑄幣上除去哈里發的名字，建立塔希爾王朝。塔希爾王朝末年，發生叛亂，一名叫耶古卜·伊本·萊伊斯的人崛起。他原本是一名銅匠，後來成為了軍閥，征服和控制了錫斯坦地區，於861年建立薩法爾王朝，在873年推翻了塔希爾王朝，並吞併了呼羅珊。在他逝世時，薩法爾王朝已佔據了喀布爾地區、信德、吐火羅、莫克蘭（俾路支地區）、克爾曼、法爾斯及呼羅珊，但卻未能成功佔領巴格達。耶古卜逝世後，薩法爾王朝的統治並沒有延續下去，他的弟弟和繼承人在900年被薩曼王朝所擊敗，阿慕爾·本·萊伊斯被迫交出大部分的領土，薩法爾王朝只能控制錫斯坦，他及繼後的王朝繼承人淪為薩曼王朝的附庸。薩曼王朝後期，大多國王都是年幼繼位，形同傀儡，大權落在將軍手中，末代國王在1005年被殺，王朝結束。加茲尼王朝的建立者為阿勒波的斤，是一名將領，於961年封為呼羅珊總督，962年自立為王，定都加茲尼。廓爾王朝的建立，是由於廓爾與加茲尼王朝有衝突，於是其領袖在1148年率兵進軍加茲尼，加茲尼國王逃亡印度旁遮普，於1186年被滅。廓爾王朝隨後因爭奪王位而分成幾個勢力，花剌子模伺機入侵，於1215年滅了廓爾王朝。

### 蒙古人的統治

沙哈鲁統治期間致力於重內建設發展，是帖木兒王朝最鼎盛的時期

1218年，成吉思汗派長子术赤進攻花剌子模，擊敗花剌子模，1220年攻取其首都，1226年攻取阿富汗的赫拉特，但當地人馬上發動起義，殺死蒙古地方官。蒙古人重奪此城並屠城，城市約150萬人幾乎被殺光。1251年蒙哥即位後，任命其弟旭烈兀為波斯統治者，建立伊兒汗國，把大量蒙古人遷至阿富汗，今日阿富汗境內的哈扎拉人便是當時遷來的蒙古人。由於蒙古人是遊牧民族，因此統治初期不看重经济发展，直到合赞汗上位後才有改善。他即位後，改信伊斯蘭教，廢伊兒汗（藩王之意）稱號，改稱蘇丹，不再臣服於元朝，鼓勵農工業發展，使阿富汗開始走向繁榮。
在1245至1381年間，阿富汗有一個庫爾特王朝，創始人是廓爾王朝的後裔，因參加蒙古對印度的遠征有功，而獲得阿富汗地區的統治權。庫爾特王朝維持高壓統治，鎮壓人民的反抗，徵收沉重的稅收。庫爾特王朝雖然臣服於伊兒汗國，但與該國的衝突時常發生，可是伊兒汗國一直未能攻克庫爾特王朝。庫爾特王朝重建了赫拉特城和伊斯蘭文化，使城市恢復生機。1353年伊兒汗國滅亡，庫爾特王朝獲得短暫的獨立，但很快为帖木兒王朝所滅。
帖木兒王朝在1381年圍攻赫拉特，對赫拉特城的人民採取誘降的方法，使該城軍民停止抵抗，使帖木兒王朝消滅了庫爾特王朝，然後征服了中亞地區。這時期，普什圖人的社會生活發生了巨大變化，從遊牧過渡至農耕的生活方式。帖木兒死後，他的四子沙哈魯成為國王，定都赫拉特。他統治期間帝國沒有發生大規模戰爭，經濟繁榮、商業興盛、農業發達、文化復興，是帝國最鼎盛的時期。他死後，帝國又陷入內亂中，且經常受到烏茲別克人入侵。由於沉重的稅項，使各地的人民反抗起來，加上烏茲別克人、莫臥兒王朝和薩法維王朝的入侵和帝國內部的王位爭奪，1504年巴卑爾攻下喀布爾，在1506年帝國亡於外族手中。

## 近代

### 莫臥兒王朝
莫臥兒王朝的創始人是巴布尔，是帖木兒的後裔，被烏茲別克人趕出撒馬爾罕後率兵南下攻打阿富汗和印度。在1526年佔領了德里，建立了莫臥兒王朝。經過多年征戰，統一了印度次大陸北部地區。莫臥兒王朝控制了阿富汗的錫斯坦、坎大哈、喀布爾、赫拉特和加茲尼等地區。巴卑爾死後，帝國旋即陷入分裂，國王胡馬雍逃離德里，阿富汗人領袖舍爾沙的蘇爾王朝建立，至1556年才奪回德里，恢復王朝。莫臥兒王朝與薩非王朝在阿富汗一直有領土爭奪，1649年薩非王朝奪取了坎大哈。境內普什圖人時而支持薩非王朝、時而支持莫臥兒王朝，在戰爭中擴大自己的力量，掠奪大量土地，後來又起義反抗莫臥兒王朝的統治。哈塔克人首領胡什哈尔·哈塔克使阿富汗各部落團結起來，反抗莫臥兒王朝的統治，至1683年才被鎮壓。

### 漢達基王朝
薩法維王朝在阿富汗地區徵收沉重的課稅，實施宗教迫害。1709年坎大哈市長趁伊朗軍隊出城收稅時發動革命，殺死總督，宣佈獨立。這鼓勵了其它被薩法維王朝統治的地區發動革命，建立漢達基王朝。漢達基王朝內部的互相殘殺使他們未能穩住陣腳，血腥的繼位爭鬥使王朝一直處於混亂當中。在1729年的達姆甘戰役敗於日後建立阿夫沙爾王朝、屬於遜尼派土庫曼人的納迪爾沙。納迪爾沙將吉爾扎伊軍隊趕離波斯，又招募法拉和坎大哈的阿卜達里阿富汗人進入他的軍隊裡。納迪爾沙在1738年征服坎大哈，並摧毀了由侯賽因·漢達基控制的最後一個根據地。但是由於納迪爾沙的宗教政策和經濟壓迫，阿富汗各地經常爆發起義和暴動，最終納迪爾沙於1747年在被他的禁衛軍闖入他休息的帳篷刺殺。在1747年10月，當阿富汗首領到坎大哈舉行臨時支爾格大來選一個新的統治者，年僅二十五歲的艾哈邁德沙·杜蘭尼當選，因而建立了杜蘭尼王朝。

### 杜蘭尼王朝

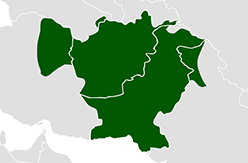
杜蘭尼王朝1757-1770年代的最大版圖

艾哈邁德沙當選為國王時，阿富汗仍是一個四分五裂的國家。因此他發動了一連串的戰爭，使用西方的槍炮武器，佔領了喀布爾、加茲尼、白沙瓦、拉合爾，最終使阿富汗一統。1747年納迪爾沙遇刺後，伊朗已不存在統一政權。1749年，艾哈邁德沙領兵奪回赫拉特，遇到頑強抵抗，在1750年才取回赫拉特。杜蘭尼王朝對印度亦發起了長期的戰爭，在1756年佔領了德里，並大肆殺戮搶劫。艾哈邁德對印度共發動八次遠征，奪得了大量財富。
1773年艾哈邁德沙逝世，由於未指定繼承人，他的兩個兒子之間發生了混戰，蘇萊曼首先在坎大哈稱王，帖木儿率軍進攻坎大哈，蘇萊曼敗走。1793年帖木儿沙死後，扎曼沙繼位，國內的爭奪比以往更激烈。帖木兒長子胡馬雍首先起兵，但不久便失敗。隨後馬茂德蠢蠢欲動，但被扎曼沙擊敗。馬茂德最終在1800年成為國王，而扎曼沙則在英國人的幫助下逃往印度，渡過餘年。1803年蘇加沙被擁上王位，但他的統治同樣不穩，在1809年被馬茂德的軍隊打敗，馬茂德重新成為國王。1816年伊朗派兵進攻赫拉特，但被打敗。馬茂德於1818年被推翻，1829年病死。馬茂德被推翻后，阿富汗分裂5五個獨立君主國，直至1836年多斯特才統一阿富汗。1839年在英國人的扶持下，蘇加沙成為國王，恢復了王朝，但他在1842年被殺，杜蘭尼王朝正式滅亡。

### 英國人的入侵與巴拉克宰王朝

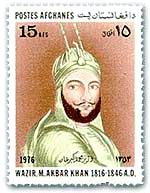
1976年阿富汗郵票，紀念阿克巴汗

多斯特·穆罕默德汗於1826年成為加茲尼和喀布爾的統治者，統一了阿富汗後，於1836年稱王，自稱「阿米爾」而非國王，建立巴拉克宰王朝。當時阿富汗面對伊朗、俄國、英國和錫克人的威脅。1837年伊朗進攻赫拉特城，但久攻不下，於1838年撤軍。英國希望利用前國王叔佳取代多斯特，印度總督奧克蘭制定了入侵計劃，於1839年入侵阿富汗。英國政府輕易而舉攻佔加茲尼，多斯特逃亡，叔佳成為阿富汗的國王。多斯特希望收復失地，但因缺乏信心，主動向英軍投降，被押送至印度。然而國內的反抗仍然不斷，1841年英國人決定取消停止向各部落發放補助金，更激起更大規模的反抗，英國駐喀布爾總督被殺，多斯特的兒子阿克巴汗率兵反抗，英軍眼見無力挽回，決定在1842年1月撤軍。英军一万六千余人几近全军覆灭。戰爭結束後，多斯特回到阿富汗當國王，阿克巴汗為宰相。1845年阿克巴汗被一名英國間諜毒殺。多斯特在位期間致力統一阿富汗，1863年收復了赫拉特，重新實現統一，但九天後他便逝世。
俄土戰爭期間，俄國企圖取得英屬印度，俄國使節強行進入阿富汗並簽訂同盟條約。英國亦不甘示弱，提出同樣要求，但被拒絕。英國使節強行進入阿富汗，使被阿富汗軍隊阻止，1878年英國對阿富汗宣戰。戰爭開始時英軍取得巨大勝利，1879年佔領了喀布爾，國王希爾·阿里汗逃亡往俄國，但俄國已簽訂柏林條約，與英國修好而拒絕，鬱鬱而終。阿富汗各地都發生起義，新國王穆罕默德·雅庫布汗領兵反抗，英軍敗退，但由于阿富汗统治者的妥协投降，簽訂《甘达马克条约》，英國控制阿富汗的外交，並於1881年撤離阿富汗。阿富汗变成了半殖民地国家。1880年新國王阿布杜爾·拉赫曼汗登上王位，並重新統一了分裂的阿富汗，然而他統治期間國內少數民族的反抗聲音不斷。
1901年哈比布拉汗成為國王，在马赫邁德·塔尔齐的提議下進行了現代化改革。塔爾齊強調教育的重要性，興建學校和圖書記館、興修道路，引入現代機器，廢除商品專賣制度。第一次世界大戰期間，塔爾齊極力建議國王加入同盟國一方，來擺脫英國對阿富汗的外交控制，但哈比布拉汗只肯保持中立。塔爾齊的改革受到保守派的反對，因此過程並不順利，國王需平衡兩方利益，1919年2月20日哈比布拉汗遭暗殺。
1919年3月阿曼努拉汗在塔爾齊和軍隊支持下成為國王，即位时对外发表公告宣布独立，爭取擺脫英國人的控制，遭到英国拒绝。阿曼努拉汗先向蘇俄靠近，蘇俄承認阿富汗的主權，並建立友好外交關係，同時阿曼努拉汗支持印度的反英抗爭。1919年5月，英軍向阿富汗進攻，但礙於地形限制，裝備精良的英軍反成失利的一方，於是英軍派轟炸機轟炸喀布爾。阿富汗受到空襲，而英軍亦在戰場上失利，因此雙方都希望和談。1919年8月8日雙方正式簽訂《拉瓦尔品第条约》，英國承認阿富汗的主權和獨立。阿曼努拉在阿富汗推行改革，歷時十年，目的是把阿富汗從一個落後的封建國家變成現代化的君主立憲國家。然而他的改革受到保守派的分對，觸及很多保守派的利益，加上沒有軍隊的支持，以失敗告終。1928年一名叫巴恰·依·沙科（Bacha-i-Saqao）的人發生叛亂，不少政府軍士兵轉投叛軍。1929年1月7日，阿曼努拉宣佈廢除大多數改革，但他已經失去軍隊支持，於1月14日退位給兄長伊納亞圖拉赫汗，新國王三天後退位，巴恰·依·沙科進入喀布爾並稱王。阿曼努拉前將領穆罕默德·納迪爾沙打敗了巴恰·依·沙科，並登上王位。

## 現代

### 阿富汗王國

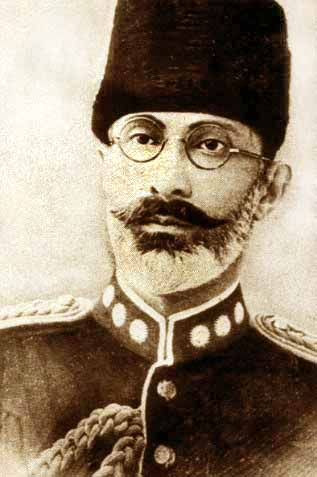
納迪爾沙國王

阿富汗王國建立時，全國處於混亂中，部落戰爭四起，農業和貿易嚴重受損，國庫空虛。穆罕默德·纳迪尔沙進行了一連串改革，由於要面對國內的政治現實，因此改革是在在伊斯蘭教的基礎上，以循序漸進的方式進行，並建立了一個正式的君主立憲制，在1931年頒佈憲法。穆罕默德·纳迪尔沙的改革得到許多人的支持，甚至一些開明的毛拉，然而有部份人批評納迪爾對保守勢力的讓步，他終於在1933年在一所中學為學生授獎時，被一名學生開槍擊斃。
1933年，年僅19歲的穆罕默德·查希爾沙繼位，並由兩名叔叔輔政。查希爾繼位後，並沒有實權，直到1953年才掌握大權。第二次世界大戰期間，首相穆罕默德·哈希姆汗極力使阿富汗保持中立，免受外國軍隊的佔領。大戰結束後，阿富汗出口大減，國內工業品匱乏，農業失收，失業率上升，在1946年，由另一名王叔沙·馬穆德汗接任。1949年，阿富汗舉行了第一次自由的議會選舉，取消了新聞檢查，允許報業自由。
1953年，穆罕默德·達烏德汗發動政變，推翻了馬穆德政權。達烏德在1955年試圖向美國借貸發展經濟時，美方立即拒絕。美國極力遊說達烏德加入巴格达条约组织，但拒絕為阿富汗提供任何援助。於是達烏德決定採取依附蘇聯的政策。1955年1月阿富汗同中国建立正式外交关系。1955年，赫魯曉夫訪問喀布爾。這時冷戰正進行得如火如荼，蘇聯答應為阿富汗提供援助，這為將來蘇聯入侵阿富汗佈下遠因。1960年8月签署《中阿友好和互不侵犯条约》。達烏德時期面對不少問題，社會各階層對專制政府感到不滿，1963年在王室的壓力下辭職。
1963至1973年間，阿富汗經歷混亂的10年，被稱為「憲政時期」，共更換了五個首相。這十年，阿富汗與蘇聯的關係仍舊密切，但立場變得較為中立，與美國的關係仍有改善，實行「一美元換一盧布」政策，接受美援。1963年11月，中阿两国在北京签定了边界条约、中阿经济技术合作协定等文件。1964年10月，阿富汗国王查希尔与王后赫曼拉访问中国，查希尔说“中国是一个伟大的国家，阿富汗是中国的一个小邻居”，毛泽东主席回应：“不，阿富汗是一个伟大的国家，中国是阿富汗伟大的朋友。”　
1970年至1971年間，農業失收，饑荒蔓延，許多阿富汗人餓死。1973年7月17日，查希爾國王正在羅馬療養，查希尔堂兄弟、亲苏的达乌德亲王發動政變，政變發動者行動迅速，一隊坦克開進喀布爾，一晚便完成政变，毫無準備的政府軍投降。1973年7月18日，達烏德宣佈納迪爾王朝滅亡，成為首任總統。

### 阿富汗共和國
達烏德上台後三天，蘇聯立即承認此政權，而達烏德亦訪問蘇聯。他的親蘇政府受到國內廣泛的指責，同時他亦意識到這會與伊斯蘭國家的關係疏遠，於是改變其立場。他致力改善與其它伊斯蘭國家的關係，清除國內親蘇的政府官員和軍官，1977年解散以親蘇分子為主的中央委員會和內閣。他的外交政策轉向，使早已視阿富汗為自己一部份的蘇聯當局非常不滿，策動阿富汗人民民主黨反對他的政權。
阿富汗人民民主黨在政府安排間諜，滲透達烏德的政權，掌握了重要機密資料。1978年4月27日，阿富汗人民民主黨與部份軍人發動政變，並在24小時內控制了首都，達烏德及其大部份家庭成員都被處決，這場政變被稱為四月革命，阿富汗人民民主黨掌權，建立阿富汗民主共和國。

### 阿富汗民主共和國
新政權建立後，人民民主黨總書記努爾·穆罕默德·塔拉基出任革命委員會主席（國家元首），推行明顯的一面倒親蘇政策，簽定多項不同領域的協議。塔拉基掌權後，對外關係惡化，為了討好蘇聯，不斷攻擊美國和其它伊斯蘭政府。他不顧國情，強行推行全國的社會改革。當時的阿富汗仍是一個傳統封建國家，宗教和部落勢力強大，於是爆發了反政府的起義。經過縝密計劃後，部長會議主席哈菲佐拉·阿明發動政變任新領導人，並殺害塔拉基，阿富汗陷入無政府狀態。
阿明不滿蘇權對阿富汗的干涉，他的上台直接觸犯了蘇聯在阿利益，1979年12月，蘇聯出兵阿富汗，處決了阿明及其4個妻子、24個子女。蘇聯部隊指揮官在烏茲別克蘇維埃社會主義共和國的廣播電台宣布，阿富汗已經從阿明的統治中被「解放」。同時人民民主黨中央政治局任命前部長會議副主席巴布拉克·卡爾邁勒出任中央委員會總書記，國家革命委員會主席團主席兼部長會議主席。
蘇軍迅速控制了阿富汗各主要城市，但是阿富汗全國的叛亂現象開始越來越多，其中最著名的反抗者包括艾哈邁德·沙阿·馬蘇德，蘇軍捲入游擊戰漩渦裡。蘇聯部隊向戰略要地潘傑希爾谷地發動了多次攻勢，但無功而還，馬蘇德亦因此獲得「潘杰希尔雄狮」之稱。蘇聯的出兵受到國際的指責，而且境內無止境的反抗行動，使蘇聯泥足深淊，代出沉重的代價，是一場失敗的軍事行動。

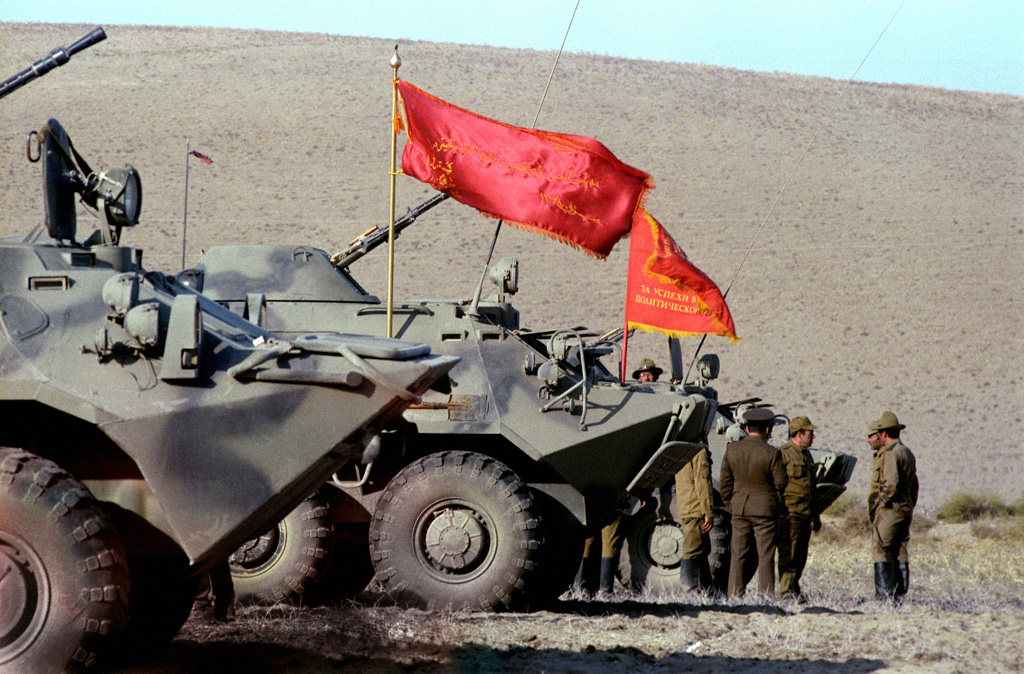
蘇聯軍隊於阿富汗

1985年戈巴契夫出任蘇共中央總書記，決心改善蘇聯國際形象，解決阿富汗問題，美蘇等國簽署了《日內瓦協定》，1988年宣佈從阿富汗撤軍。蘇聯的撤軍使阿富汗國防空虛，從而引致各派系的爭奪。游擊隊攻佔防守力弱的城市，從中繳獲大量蘇軍武器，迫使蘇聯暫停撤軍。雖然蘇聯從阿富汗撤軍，但仍希望在阿富汗留下影響力，保護現有的親蘇政權。為了鞏固統治，當時的阿富汗人民民主黨總書記穆罕默德·納吉布拉以兩院議會取代革命委員會，但得不到各派系的支持。1992年4月16日，納吉布拉宣佈辭職，結束了阿富汗民主共和國。

### 內戰時期
納吉布拉宣佈辭職後，反抗派成立了一個臨時委員會，兩個月後成立以拉巴尼為首的臨時政府。由於《日內瓦協定》只針對蘇聯撤軍，沒有對阿富汗的前途作出安排，因此各派系的混戰持續。總理希克馬蒂亞爾安排親信進入內閣，使與拉巴尼之間的關係惡化。內戰的不斷使塔利班有機可乘，至1996年9月27日喀布爾被塔利班攻陷，拉巴尼政權被推翻，他和馬蘇德將軍退到北部地區，組成北方聯盟展開反抗活動。

### 第一次塔利班時期

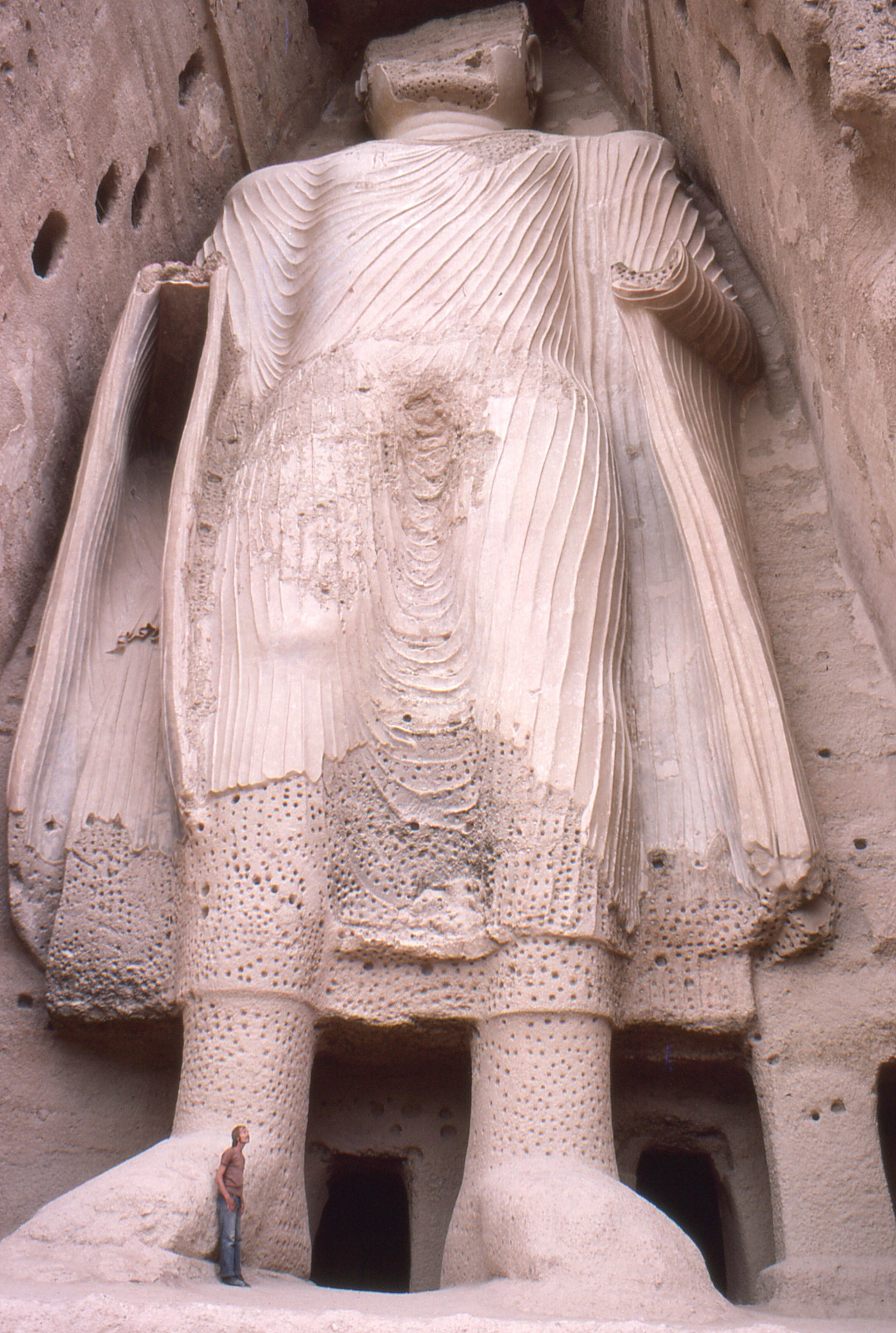
被炸前的巴米揚大佛

塔利班奪權後，使原本不少敵對的派系有了共同敵人，聯合起來組成北方聯盟。北方聯盟控制阿富汗北部約10%領土，一直與塔利班交戰，發生為數不少的大規模戰役。塔利班統治下的阿富汗，無論在各方面都毫無建樹，甚至是倒退。政權建立之初，領導者穆罕默德·奧馬爾表示希望與所有國家建立良好關係，呼籲聯合國承認塔利班政權，恢復在聯合國的席位。然而大部份國家沒有承認此政權，部份甚至處於敵對狀態，僅有三個國家承認其政權合法性。經濟上，長期的戰亂使得阿富汗的經濟體系崩潰。阿富汗為罌粟最大產地，在2000年輸出量佔全球75%，歐洲80%海洛因和美洲部份海洛因都是來自阿富汗。由於罌粟的收入是大麥的10倍，由此種植罌粟為農民提供穩定的收入，為政府提供稅收，成為阿富汗的經濟基礎。雖然政府也禁止人民種植罌粟，取得不錯的成效，但在北方聯盟所控制的地區仍大肆種植罌粟。社會上，採取一系列伊斯蘭化措施，恢復伊斯蘭教的傳統生活方式。政府規定國民須穿上伊斯蘭傳統服裝，男子須留鬍鬚，婦女外出時要以面紗蒙面，且不能在沒有男性親屬陪同下外出，婦女不能外出工作、受教育，關閉女子學校和喀布爾大學，建立宗教警察，關閉電影院和電視台、禁止使用網路和播放西方音樂。由於阿富汗約70%教師都是女性，女性禁止工作使不少學童失去受教育機會，阿富汗更成為文盲率最高的國家之一。2001年2月26日奧馬爾下令銷毀全國非伊斯蘭雕像，最備受國際關注的是位於巴米揚省，高37米和55米的兩座巴米揚大佛，於3月12日用炸藥將大佛炸毀。
阿富汗境內的基地組織多次發起針對美國的恐怖襲擊，九一一襲擊事件後，塔利班拒絕交出策劃恐怖活動的嫌疑犯，於是美國聯合多個國家在2001年10月7日向阿富汗宣戰。聯軍在阿富汗迅速取得勝利，在11月13日北方聯盟部隊抵達喀布爾，塔利班政權瓦解，殘餘的塔利班部隊撤退坎大哈周圍地區。12月，塔利班交出坎大哈的控制權，建立阿富汗伊斯蘭共和國，哈米德·卡爾扎伊為第一任總統。

### 卡尔扎伊和加尼时期
塔利班政權被推翻後，成立了臨時政府，哈米德·卡爾扎伊為臨時政府主席。2004年10月9日，卡爾扎伊成為了阿富汗的第一位民選總統。阿富汗新政府的首要目標是重建20年來戰亂所摧毀的經濟、教育、基礎建設等設施，然而國內的反對勢力時而發動恐怖襲擊，阻礙這項工作，婦權問題更未得到正面解決，甚至比塔利班時代更差。2011年9月20日，前總統布爾漢努丁·拉巴尼遇刺，更阻礙了阿富汗的和平發展。
在喀布爾，阿富汗總統阿什拉夫·加尼·艾哈邁德扎伊強烈譴責2016年在美國奧蘭多發生的2016年奧蘭多夜店遭襲擊案，阿什拉夫·加尼·艾哈邁德扎伊表示：“襲擊平民在任何情況下都是沒有道理的。”前總統卡爾札伊亦表示，他完全理解美國人民的感受，因為伊斯蘭國武裝分子常對阿富汗發動類似的攻擊。卡爾札伊對美國有線電視新聞網CNN說：“我們每天也遭受這樣的襲擊。就像我們譴責阿富汗境內的恐怖分子一樣，我們也譴責在美國的恐怖分子。”
2021年5月起，美国军队和盟国从阿富汗撤出。与此同时，塔利班持续攻占阿富汗领土。

### 第二次塔利班时期
2021年8月15日，塔利班攻陷首都喀布尔，阿富汗總統阿什拉夫·加尼·艾哈邁德扎伊流亡国外。塔利班重建阿富汗伊斯蘭酋長國，阿富汗伊斯蘭共和國滅亡。随后，由阿富汗前北方聯盟成員和其他反塔利班人士組成的武裝軍事聯盟民族抵抗陣線，成立於2021年塔利班攻勢期間，由艾哈邁德·沙阿·馬蘇德之子小馬蘇德和阿富汗代理總統阿姆魯拉·薩利赫領導，控制著阿富汗未被塔利班佔領的剩餘地區。
| 時期 | 國號                                                      | 中央政權 | 地方政權與實力派系 | 政權被推翻的原因（政變或戰爭） |
| --- | --------------------------------------------------------- | --- | --- | --- |
| 1926年－1973年 | 阿富汗王國                                                | 巴拉克宰王朝 君主制政權 （全國） | | - 1973年阿富汗政變：達烏德汗在蘇聯的支持下，乘阿富汗國王穆罕默德·查希爾沙在國外治病之機發動政變，巴拉克宰王朝垮台。 |
| 1973年－1978年 | 阿富汗共和國                                              | 達烏德汗政府 共和制政權 （全國） | | - 四月革命：親蘇聯共產主义政黨阿富汗人民民主黨奪權，達烏德汗政府垮台。 |
| 1978年4月30日－1979年12月27日 | 阿富汗民主共和国                                          | 塔拉基政府，親蘇 →阿明政府，反蘇 阿富汗人民民主黨人民派 共产主义共和制政權 （全國）                                                      | | - 苏阿战争：蘇聯攻入阿富汗，建立卡爾邁勒政府，阿明政府垮台。 |
| 1979年12月27日－1992年4月28日 | 阿富汗民主共和国 →阿富汗共和国                            | 卡爾邁勒政府，親蘇 →納吉布拉政府，親蘇 阿富汗人民民主黨旗幟派 共产主义共和制政權 （部分地區）                                            | 聖戰者反蘇組織 （各地游擊）共有： - 遜尼派七黨聯盟 - 伊斯蘭黨 希克馬蒂亞爾 - 伊促會 拉巴尼 - 伊斯蘭黨卡力斯派 哈利斯 - 伊斯蘭聯盟 薩亞夫 - 什葉派八黨聯盟 - 阿伊運 莫希尼 - 其他聖戰者勢力 - 伊統黨 馬扎里 - 潘傑希爾谷地 馬蘇德 - 民伊運 杜斯塔姆 - 聖戰者指揮官 哈克 - 全球聖戰之父 阿扎姆 | - 1992年阿富汗聖戰者攻入喀布爾：蘇聯與聖戰者達成停火協定，並撤出阿富汗後，阿富汗聖戰者攻入喀布爾，納吉布拉政府垮台。 |
| 1992年4月28日－1996年9月27日 | 阿富汗伊斯蘭國                                            | 拉巴尼政府 世俗化共和制政權 （首都和中部） 支持拉巴尼的阿富汗軍閥 （分布全國）共有： - 伊促會 馬蘇德 - 伊促會 法希姆 - 伊促會 伊斯梅爾汗 | 反對拉巴尼的阿富汗軍閥（分布全國）共有： - 伊斯蘭黨 希克馬蒂亞爾 - 民伊運 杜斯塔姆 - 伊統黨 馬扎里 塔利班 奥马尔 1994年9月成立 （坎大哈省，西南部擴張） | - 阿富汗內戰：阿富汗伊斯蘭黨希克馬蒂亞爾與拉巴尼政府内讧，軍閥混戰摧毀國家的經濟與社會秩序。 - 1996年進軍喀布爾戰役：阿扎姆的徒弟奥马尔於1994年創立塔利班後，先是擊敗希克馬蒂亞爾，最後於1996年攻陷喀布爾。希克馬蒂亞爾軍閥被滅，拉巴尼政府垮台，拉巴尼投奔東北其他軍閥。 |
| 1996年9月27日－2001年11月13日 | 阿富汗伊斯蘭酋長國                                        | 塔利班政權 伊斯兰原教旨主义政權 （除東北部以外，幾乎全國）                                                                               | 北方聯盟（解放阿富汗聯合陣線） （東北部）共有： - 伊促會 拉巴尼 - 伊促會 馬蘇德 - 民伊運 杜斯塔姆 - 伊促會 法希姆 - 伊促會 伊斯梅爾汗 | - 2001年九一一襲擊事件：阿扎姆的徒弟賓拉登建立基地组织後，策畫襲擊紐約的恐怖攻擊事件。而後賓拉登投奔同為阿扎姆徒弟的塔利班領導人奥马尔，並受其保護。這引來美英等西方國家聯軍發動反恐戰爭討伐塔利班。 - 阿富汗戰爭 (2001年)：北方聯盟與美英等西方國家聯軍擊敗塔利班，塔利班政權垮台。 |
| 2001年11月13日－2021年8月15日 | 阿富汗伊斯蘭國 →阿富汗伊斯蘭國過渡时期→阿富汗伊斯兰共和国 | 阿富汗臨時政府，親美→阿富汗伊斯兰共和国政府，親美 伊斯蘭民主主義共和制政權 （除西南部以外，幾乎全國）                                    | 塔利班 （西南部，含坎大哈省） | - 2021年塔利班攻勢：美軍撤出阿富汗後，阿富汗軍隊難以抵擋塔利班攻勢，再加上有巴基斯坦塔利班運動等境外勢力支持下，塔利班政權於該年8月幾乎攻佔阿富汗全國。 - 2021年： - 8月15日，共和國文人總統加尼逃亡國外，阿富汗伊斯蘭共和國政府垮台。而軍閥杜斯塔姆逃亡烏茲別克，軍閥伊斯梅爾汗投降塔利班。 - 8月17日，共和國副總統薩利赫和軍隊統帥小馬蘇德持續抵抗。 - 8月19日，塔利班正式組建阿富汗伊斯蘭酋長國中央政府。                                                                                  |
| 2021年8月19日－ | 阿富汗伊斯蘭酋長國                                        | 塔利班伊斯兰原教旨主义政權 （幾乎全國）                                                                                                  | 民族抵抗阵线 阿富汗伊斯兰共和国看守政府 （潘傑希爾省山區等地） - 代總統 薩利赫 - 軍事指揮官 艾哈邁德·馬蘇德 | - 2021年： - 9月6日，據傳阿富汗民族抵抗陣線發言人法希姆·達什提和將軍阿卜杜勒·沃杜德·薩拉（Abdul Wudod Zara）已在最新一波戰鬥中陣亡，達什提是知名的阿富汗記者。同日塔利班表示，反抗勢力在阿富汗最後的地盤潘傑希爾山谷已「完全被占領」。路透社稍後提到「社群媒體上照片顯示，塔利班成員目前已經站在潘傑希爾省長官邸的大門前」，在此稍早反抗軍領袖小馬蘇德透過臉書表態願在雙方停戰的前提下有條件和談。此外阿富汗前政府的消息人士告诉半岛电视台，阿姆鲁拉·萨利赫的確已离开潘杰希尔前往塔吉克斯坦。 |
| 2021年8月19日－ | 阿富汗伊斯蘭酋長國                                        | 塔利班伊斯兰原教旨主义政權 （幾乎全國）                                                                                                  | 伊斯兰国呼罗珊省 （未知其勢力範圍） - 沙哈卜·穆哈吉爾 | |
| 時期 | 國名                                                      | 中央政權 | 地方政權與實力派系 | 中央政權或地方政權被推翻的原因（政變或戰爭） |
| 附註： - 註1：七黨聯盟：七個遜尼派組織於為1982年成立阿富汗聖戰者伊斯蘭聯盟(七黨聯盟)，表格僅列出當地主要實力派，實際上有如下成員： 1. 阿富汗伊斯蘭黨 2. 阿富汗伊斯蘭促進會 3. 阿富汗伊斯蘭黨哈利斯派 4. 阿富汗伊斯蘭聯盟 5. 阿富汗伊斯蘭革命民族陣線 6. 阿富汗伊斯蘭民族救國陣線 7. 阿富汗伊斯蘭革命運動 - 註2：八黨聯盟：八個什葉派組織於1985年成立伊斯蘭革命聯盟(八黨聯盟)，總部伊朗，表格僅列出當地主要實力派，實際上有如下成員： 1. 伊斯蘭勝利黨 2. 伊斯蘭聖戰衛士 3. 伊斯蘭運動 4. 伊斯蘭黨 5. 真主黨 6. 伊斯蘭團結委員會 7. 伊斯蘭呼聲 8. 伊斯蘭力量 |                                                           | | | |

### 引用
1. 1 2  . United States: Center for Applied Linguistics (CAL). June 30, 2002  [2010-08-16]. （原始内容存档于2010-03-17）.
2. ↑   (PDF). United States: Library of Congress Country Studies on Afghanistan. August 2008  [2010-08-16]. （原始内容存档 (PDF)于2014-04-08）.
3. 1 2  . United States: Library of Congress Country Studies on Afghanistan. 1997  [2010-08-16]. （原始内容存档于2012-09-24）.
4. ↑  Dupree, Nancy Hatch.  2. United States: Afghan Air Authority, Afghan Tourist Organization. 1977: 492  [2010-08-22]. （原始内容存档于2020-11-01）.
5. 1 2 3  Shroder, John Ford. . Regents Professor of Ge\Encyclopedia. 2006  [2009-10-31]. （原始内容存档于2009-10-31）.
6. ↑  . United States: Library of Congress Country Studies on Afghanistan. 1997  [2010-10-31]. （原始内容存档于2020-02-29）.
7. ↑  . The History Files.   [2010-08-16]. （原始内容存档于2014-04-08）.
8. ↑  . United States: Center for Applied Linguistics (CAL). June 30, 2002  [2010-08-16]. （原始内容存档于2011-05-04）.
9. ↑  "Afghanistan and the Search for Unity （页面存档备份，存于）" Omrani, Bijan, published in Asian Affairs, Volume 38, Issue 2, 2007, pp. 145–157.
10. ↑  . Louis Dupree, Nancy Hatch Dupree, and others. Encyclopædia Britannica Online Version.   [2010-08-16]. （原始内容存档于2013-11-12）.
11. ↑  . Afghanpedia. Sabawoon.com.   [2010-08-16]. （原始内容存档于2010-05-24）.
12. ↑  D. Balland. . Encyclopædia Iranica.   [2010-08-22]. （原始内容存档于2010-12-08）.
13. ↑  .   [2011-12-10]. （原始内容存档于2011-06-28）.
14. ↑  Baxter, Craig (1995) "Historical Setting" pp. 90–120, page 91, In Gladstone, Cary (2001) Afghanistan revisited Nova Science Publications, New York, ISBN 978-1-59033-421-8
15. ↑  .   [2011-12-10]. （原始内容存档于2013-06-22）.
16. ↑  . United States: Library of Congress Country Studies on Afghanistan. 1997  [2010-08-16]. （原始内容存档于2012-09-24）.
17. ↑   (PDF).   [2011-12-10]. （原始内容存档 (PDF)于2020-04-19）. 外部链接存在于|title= (帮助)
18. ↑  .   [2011-12-10]. （原始内容存档于2006-02-07）.
19. ↑  .   [2011-12-10]. （原始内容存档于2019-05-02）.
20. ↑  Stokes 2009，第556頁
21. ↑  Sicker 2000，第40頁
22. ↑  . Britannica Online Encyclopedia.   [2011-10-16]. （原始内容存档于2013-11-12） （英语）.
23. ↑  . Encyclopædia Iranica.   [2011-10-16]. （原始内容存档于2020-05-26） （英语）.
24. ↑  Vogelsang, Willem. . Wiley-Blackwell. 2003: 228  [2010-08-25]. ISBN 0631198415, 9780631198413 请检查|isbn=值 (帮助). （原始内容存档于2013-06-22）. |pages=和|page=只需其一 (帮助)
25. ↑   ].   [2011-12-10]. （原始内容存档于2020-11-10）. 外部链接存在于|title= (帮助)
26. ↑  .   [2011-12-10]. （Historical 原始内容 请检查|url=值 (帮助)存档于2012-09-25）.
27. ↑  . 台灣教育資訊網.   [2011-12-10].[永久]
28. ↑  Runion, Meredith. . Greenwood. October 2007: 93. ISBN 978-0313337987.
29. ↑  Chesterman, Simon; Michael Ignatieff, Ramesh Chandra Thakur. [= http://books.google.com/books?id=V7EibJ74C-UC ] 请检查|url=值 (帮助). United Nations University Press. 2005: 400  [2011-12-06]. ISBN 928081107X. （原始内容存档于2019-12-15）.
30. ↑  Roux：《西域的歷史與文明》，頁493。
31. ↑  Roux：《西域的歷史與文明》，p. 494.
32. ↑  Barry Bearak, Former King of Afghanistan Dies at 92 （页面存档备份，存于）, The New York Times, July 23, 2007.
33. ↑  . BBC News. 1998-04-26  [2009-03-15]. （原始内容存档于2019-08-27）.
34. ↑  Roux：《西域的歷史與文明》，頁。494
35. ↑  Barnett R. Rubin: The Fragmentation of Afghanistan: State Formation and Collapse in the International System. Yale University Press, New Haven 2002, ISBN 978-0-300-09519-7, S. 271
36. ↑  . 新浪網.   [2011-12-10]. （原始内容存档于2016-03-04）.
37. ↑  . BBC.   [2011-12-10]. （原始内容存档于2016-03-09）.
38. ↑  .   [2011-12-10]. （原始内容存档于2010-01-12）.
39. ↑  . 新浪網.   [2011-12-10]. （原始内容存档于2019-01-21）.
40. ↑  . 新華網.   [2011-12-10]. （原始内容存档于2005-03-29）.
41. ↑  .   [2011-12-10]. （原始内容存档于2020-04-19）.
42. ↑  .   [2011-12-10]. （原始内容存档于2011-12-22）.
43. ↑  .   [2011-12-10]. （原始内容存档于2011-09-26）.
44. ↑  .   [2011-12-10]. （原始内容存档于2011-11-07）.
45. ↑  . BBC News. 2016-06-14  [2021-10-26]. （原始内容存档于2022-07-15）.
46. ↑  . CNN.   [2021-10-26]. （原始内容存档于2022-07-07）.
47. ↑  . Reuters. 2016-06-12  [2021-10-26]. （原始内容存档于2022-07-21） （英语）.